# Hesede Skov
Hesede skov ejes af Gisselfeld, her findes bl.a. Paradishaven, Svenskekløften, kendt fra Carit Etlars roman Gøngehøvdingen, samt mange søer.
Der er karpedamme der er skabt i omdannede dødishuller og andre kulturhistoriske minder bl.a. restauranten Villa Gallina. Området har stor betydning for grundvandet og for vandkvaliteten i åerne. Idet en stribe bække løber ned mod Suså.
Vejdirektoratet er i gang med at planlægge en motorvej (Næstvedmotorvejen) (Primærrute 54) mellem Næstved og Rønnede. Efter linjeføring A blev valgt kommer motorvejen til at gå igennem Hesede Skovs sydlige udkant.